# Лазурский, Александр Фёдорович
Алекса́ндр Фёдорович Лазу́рский (31 марта (12 апреля) 1874, Переяслав — 27 февраля (12 марта) 1917, Санкт-Петербург) — русский врач и психолог, ученик В. М. Бехтерева, учитель М. Я. Басова и В. Н. Мясищева. Разработал характерологию — психологическую концепцию индивидуальных различий, рассматривавшихся в тесной связи с деятельностью нервных центров. Лазурский одним из первых начал проводить исследование личности в естественных условиях деятельности испытуемого.

## Биография
Александр Фёдорович Лазурский родился в 1874 году в городе Переяславле Полтавской губернии в небогатой семье.
Он окончил Лубянскую гимназию с золотой медалью и поступил в Военно-медицинскую академию, где активно занимался психологией. После окончания обучения в 1897 году был оставлен по конкурсу для научного усовершенствования в руководимой В. М. Бехтеревым Клинике душевных и нервных болезней. Со времени окончания академии он принимал активное участие в работе Петербургского общества психиатров и невропатологов, а в 1899 году был избран его действительным членом.
Научную деятельность он совмещал с лечебной практикой. Постепенно интересы Лазурского переключились с анатомии и физиологии ума на психологические исследования. В немалой степени этому способствовало открытие в 1895 году Бехтеревым в Клинике душевных и нервных болезней специальной Психологической лаборатории. В 1897 году именно Лазурскому Бехтерев поручил руководство этой лабораторией.
30 ноября 1900 года А. Ф. Лазурский защищает диссертацию «О влиянии мышечной работы на мозговое кровообращение». Исследование проводилось по оригинальной экспериментальной методике, его результаты с большим успехом были защищены в диспуте как докторская диссертация с официальными оппонентами: И. П. Павловым, В. М. Бехтеревым и М. С. Добротворским. И. П. Павлов высоко оценил работу, отметив «выдающийся интерес темы» в теоретическом и практическом отношениях, а В. М. Бехтерев подчеркнул важность проведённого исследования для клиники.
В 1901—1902 годах А. Ф. Лазурский находился в зарубежной командировке, во время которой практиковался в Психологической лаборатории В. Вундта в Лейпциге, работал в лаборатории экспериментальной психологии Э. Крепелина в Гейдельберге, а также слушал лекции К. Штумпфа в Берлине.
В 1903 году А. Ф. Лазурский возвратился в Петербург и был избран приват-доцентом Военно-медицинской академии по душевным и нервным болезням, где в дальнейшем читал курс общей психологии. Члены Русского общества нормальной и патологической психологии избрали его своим учёным секретарём. Занимая эту должность, он сыграл значительную роль в создании Психоневрологического института, где и возглавил кафедру общей психологии.
С 1904 года А. Ф. Лазурский сотрудничал с А. П. Нечаевым в его лаборатории экспериментальной педагогической психологии, руководил специальной комиссией этой лаборатории по разработке экспериментальных методов психологии. Там же он начал проводить конкретные характерологические исследования.
Первые психологические работы Лазурского появились в 1890-е годы. Уже ранние его работы привлекли к себе внимание научной общественности. Лазурского чрезвычайно интересовала проблема изучения не отдельных психических процессов, а целостной личности. В 1906 году тиражом 1000 экземпляров вышел в свет первый крупный труд Лазурского — «Очерк науки о характерах».
В феврале 1913 года на заседании Петербургского философского общества Лазурский сделал доклад, изложив свою «новую классификацию личностей». До последних дней жизни именно эта проблема оставалась центральной в его творчестве. Занимаясь разработкой острейших для своего времени вопросов психологии, Лазурский постоянно сталкивался с негативным отношением к себе со стороны как метафизических психологов, так и некоторых психиатров, которые находили его психологические исследования надуманно-умозрительными. Вследствие назревшего конфликта в 1913 году он уволился из Военно-медицинской академии и устроился штатным клиническим ассистентом по психиатрии в Женский медицинский институт.
В 1917 году Александр Фёдорович Лазурский скончался после продолжительной болезни.

## Научная деятельность
Проследив развитие психологии с древнейших времен, А. Ф. Лазурский показал зависимость этапов её истории от успехов естествознания в целом. Особое значение он придавал физиологии и, в частности, физиологии мозга.
В своих экспериментальных психологических исследованиях А. Ф. Лазурский стремился к получению данных, характеризующих индивидуальность изучаемых людей. Он предложил и широко использовал метод систематического наблюдения, сочетая его со специально подобранными методиками экспериментальной психологии. Вершиной методических изысканий А. Ф. Лазурского является созданный им метод естественного эксперимента, благодаря которому устраняется искусственность лабораторного опыта и значительно возрастает ценность данных наблюдения, поскольку испытуемый не вырывается из привычной для него среды, но становится в то же время в строго запрограммированные и контролируемые условия.
В 1906 году вышла работа А. Ф. Лазурского «Очерк науки о характерах». Учёный подчёркивал необходимость создания характерологии как важного шага на пути к решению проблем общей психологии. Предметом этой науки, по его мнению, являются индивидуальные особенности составляющих психической организации людей и способы их сочетаний, которые обусловливают разнообразие характеров. Анализ этих различий был проведён А. Ф. Лазурским в отношении понятия наклонность, введённого им самим. Основой формирования характера А. Ф. Лазурский считал возможность неоднократного повторения у человека какой-либо стороны того или иного психического процесса.
Очень важными понятиями в характерологии Лазурского являются понятия эндопсихики и экзопсихики, введённые им в 1916 году. Под эндопсихикой он понимал внутренние механизмы личности, объединяющие характер, умственную одарённость и темперамент. Экзопсихика — это отношения личности ко внешним объектам и среде в целом. В понятие среды здесь входят природа, люди, различные социальные группы, наука, искусство, а также внутренняя жизнь индивида.
После определения этих фундаментальных понятий А. Ф. Лазурский предпринял ещё одну попытку классификации личности. В её основу он положил принцип активного приспособления личности к окружающей среде, при этом сохранив прежнее деление на уровни и типы:
- Низший уровень (неприспособленные личности) — люди этого уровня подчиняются влияниям среды и с большим трудом приспосабливаются к её требованиям.
- Средний уровень (приспособленные личности) — к этому уровню относятся люди, основной характеристикой которых является способность к получению образования, а в дальнейшем — к ведению успешной деятельности в условиях любой среды.
- Высший уровень (приспособляющие) — эти люди способны приспосабливать среду к своим запросам, которые обычно превышают круг запросов представителей низших уровней и имеют большое социальное значение[3].

## Публикации
- О влиянии различного чтения на ход ассоциаций: (Эксперим. исслед.) / [Соч.] Д-ра А. Ф. Лазурского. — [Казань, 1900]. — [35] с.
- Энциклопедия семейного воспитания и обучения. Вып. 51: О развитии воли и характера у детей / прив.-доц. А. Ф. Лазурского. — Санкт-Петербург: Тип. М. М. Стасюлевича, [1906]. — 62 c.
- Программа исследования личности. — Санкт-Петербург: тип. М.А. Александрова, 1908. — [2], 24 с.
- Душевная жизнь детей: Очерки по педагогической психологии. — М.: Книгоиздательство «Польза», 1910. (в соавторстве с А. П. Нечаевым)
- Очерк науки о характерах. — Санкт-Петербург: тип. И. Н. Скороходова , 1906. — 2, VIII, 307 с.
- Классификация личностей / проф. А. Ф. Лазурский; под ред. М. Я. Басова и В. Н. Мясищева. — Петроград: Государственное издательство, 1922. — 401 с.: табл.
- Психология общая и экспериментальная / проф. А. Ф. Лазурский; с предисл. Л. С. Выготского. — Изд. испр. — Ленинград: Гос. изд-во, 1925. — 290 с.
- Избранные труды по психологии. — М.: Издательство «Наука», 1997.
- Избранные труды по общей психологии. Психология общая и экспериментальная  / А. Ф. Лазурский; Вступ.ст.,коммент. и примеч. Е. В. Левченко; Отв.ред.: Г. С. Никифоров, Л. А. Коростылева; [Санкт-Петерб. гос. ун-т, Факультет психологии]. — Санкт-Петербург: Алетейя, 2001. — 288с.
- К учению о психической активности. Программа исследования личности. — СПб.: Алетейя, 2001.
- Программа исследования личности. — М.: Книга по Требованию, 2012.
- Очерк науки о характерах. — М.: Книга по Требованию, 2012.

### Статьи
- О соотношении лобно-мостовой системы с сетчатым ядром // Неврологический вестник, 1895. — Т. III. — Вып. 3. — С. 99—100.
- О центральных продолжениях двигательных черепных нервов // Неврологический вестник, 1895. — Т. III. — Вып. 3. — С. 101—102.
- О влиянии мышечных движений (ходьбы) на скорость психических процессов // Обозрение психиатрии. — 1897. — № 2. — С. 138—143 (совместно с П. Т. Акопенко).
- О петлевом слое // Обозрение психиатрии, неврологии и экспериментальной психологии, 1897. — № 4. — С. 296—297.
- Современное состояние индивидуальной психологии // Обозрение психиатрии, неврологии и экспериментальной психологии, 1897. — № 5. — С. 351—357; № 6. — С. 434—442.
- Дыхание и пульс во время гипноза // Обозрение психиатрии. — 1899. — № 11. — С. 918—920; 1900. —– № 5. — С. 356—367 (совместно с Э. А. Гизе).
- Метод систематического наблюдения в индивидуальной психологии // Отчеты научных собраний врачей Санкт-Петербургской клиники душевных и нервных болезней (2-е полугодие 1898 г.). — СПб., 1899. — С. 11—15.
- Об изменениях мозговой коры при старческом слабоумии // Неврологический вестник. — 1900. — Вып. 3. — С. 156—187.
- О взаимной связи душевных свойств и способах ее изучения // Вопросы философии и психологии, 1900. Год XI. — Книга III (53). — С. 217—263.
- О влиянии естествознания на развитие психологии // Обозрение психиатрии, неврологии и экспериментальной психологии, 1900. — № 8. — С. 594—597; № 9. — С. 660—670.
- О влиянии различного чтения на ход ассоциаций // Неврологический вестник, 1900. — Т. VIII. — Вып. 1. — С. 67—101.
- О влиянии мышечных движений на мозговое кровообращение // Обозрение психиатрии, неврологии и экспериментальной психологии, 1900. — № 10. — С. 782—783.
- О влиянии мышечных движений на мозговое кровообращение // Отчеты научных собраний врачей Санкт-Петербургской клиники душевных и нервных болезней за 1899—1900 гг. — СПб., 1900. — С. 82—83.
- О патолого-анатомических изменениях мозговой коры при старческом слабоумии // Обозрение психиатрии, неврологии и экспериментальной психологии, 1900. — № 4. — С. 301—302.
- Память последовательных зрительных впечатлений // Неврологический вестник. — 1900. — Т. 8. — Вып. 1. — С. 15—19 (совместно с Н. Н. Шиповым).
- Вопросы гипнологии на II Международном конгрессе по гипнотизму в Париже (с 12 по 16 августа 1900 г.) // Обозрение психиатрии, неврологии и экспериментальной психологии, 1901. — № 6. — С. 437—440.
- Современные течения в экспериментальной психологии в связи с ее прошлым // Обозрение психиатрии, неврологии и экспериментальной психологии, 1901. — № 4. — С. 303—304.
- О значении эксперимента в психологии // Вестник психологии, криминальной антропологии и гипнотизма, 1904. Год I. — Вып. 3. — С. 141—158.
- Программа исследования личности // Вестник психологии, криминальной антропологии и гипнотизма, 1904. Год I. — Вып. 9. — С. 686—709.
- Учение о характерах. Лекции, читанные на Педологических курсах приват-доцентом А. Ф. Лазурским. Лекция 1 // Вестник психологии, криминальной антропологии и гипнотизма, 1905. Год II. — Вып. 3. — С. 3—12.
- Учение о характерах. Лекции, читанные на Педологических курсах приват-доцентом А. Ф. Лазурским. Лекция 2 // Вестник психологии, криминальной антропологии и гипнотизма, 1905. Год II. — Вып. 5. — С. 83—90.
- О составлении характеристик // Труды I Всероссийского съезда по педагогической психологии в Санкт-Петербурге в 1906 г. (31 мая — 6 июня). — СПб., 1906. — С. 24—25.
- Учение о характерах. Лекции, читанные на Педологических курсах приват-доцентом А. Ф. Лазурским. Лекция 3 // Вестник психологии, криминальной антропологии и гипнотизма, 1906. Год II. — Вып. 7. — С. 210—216.
- Учение о характерах. Лекции, читанные на Педологических курсах приват-доцентом А. Ф. Лазурским // Вестник психологии, криминальной антропологии и гипнотизма, 1906. Год II. — Вып. 10. — С. 295—309.
- Опыт классификации личностей // Вестник психологии, криминальной антропологии и гипнотизма. 1908. — Вып. 5. — С. 193—206.
- Школьные характеристики // Журнал Министерства народного просвещения. 1908. Март. — С. 46—102; Апрель. — С. 121—167; Май. — С. 1—42; Июнь. — С. 129—173; Июль. — С. 1—39.
- Теория способностей в современной психологии // Вопросы философии и психологии. 1909. — Книга V (100). — С. 722—756.
- Об индивидуальных особенностях восприятия // Вестник психологии. — 1912. — Т. IX, Вып. 1. — С. 50—56 (совместно с Н. Е. Румянцевым).
- О преподавании психологии на медицинских факультетах // Труды XI Пироговского съезда русских врачей. — СПб., 1913. — Т. 3. — С. 196—203.
- Ueber das Studium der Individualitat. Von Prof. A. Lasurski. Deutsh von N. Gadd. Padag. Monographien, herausg. von dr. Meumann. Bd. 14. Leipzig, 1912.